# Denkmal für die Prinzessin Stephanie von Hohenzollern

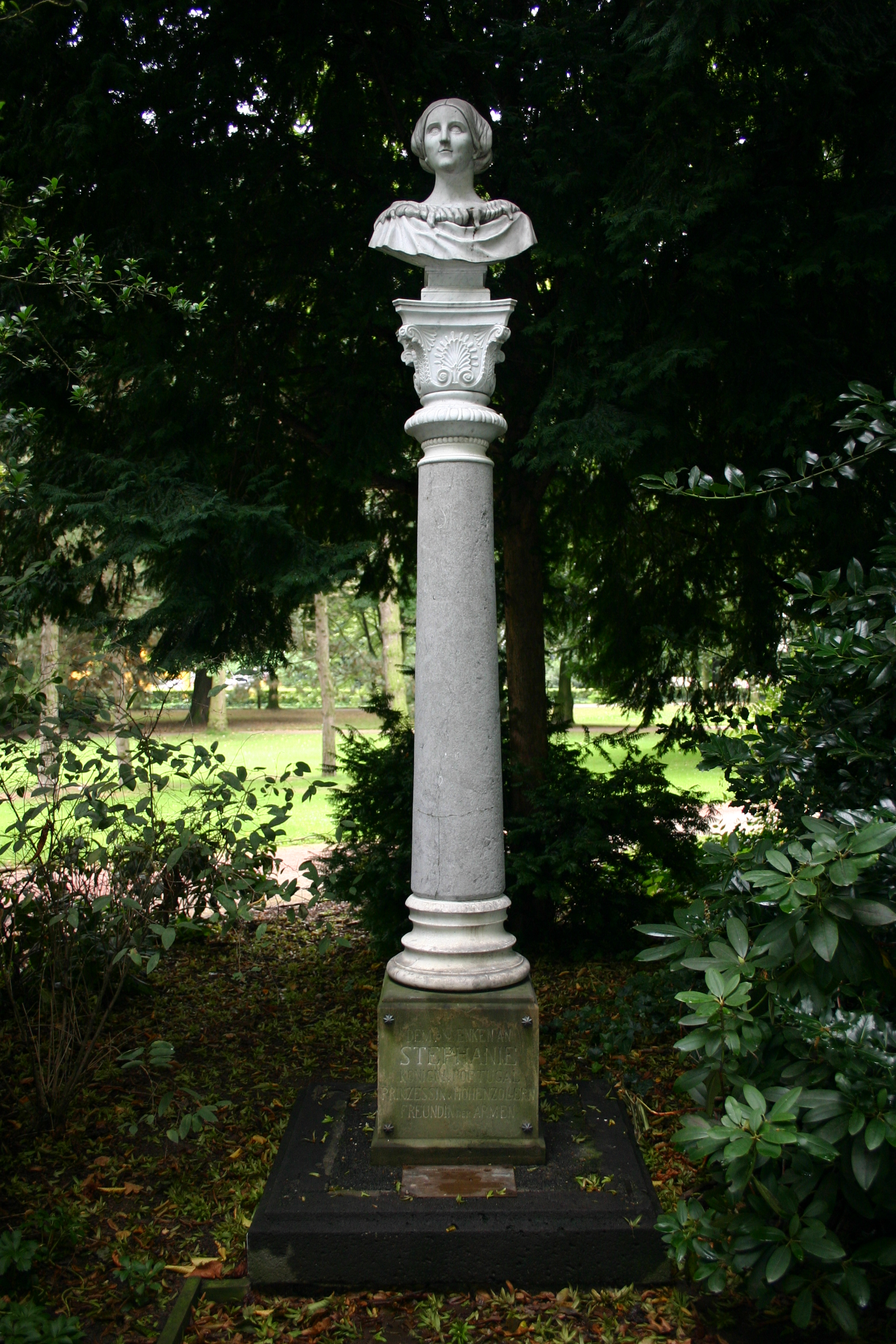
„Königin und Freundin der Armen“: Stephanie von Hohenzollern.

Das Denkmal für die Prinzessin Stephanie von Hohenzollern befindet sich im Hofgarten in Düsseldorf-Stadtmitte, unweit des Schlosses Jägerhof, wo die Geehrte einige Jugendjahre verbrachte. Es besteht aus einer Büste und einer Säule aus Carrara-Marmor. Die Büste wurde von Julius Bayerle geschaffen, die Säule von Dietrich Meinardus nach einem Entwurf des Architekten Carl Albert Krüger. Im Jahre 1890 wurde das Denkmal von Josef Tüshaus erneuert.

## Beschreibung
Über dem Sockel erhebt sich eine „schlanke korinthische Säule“, worauf eine Marmorbüste aufgestellt ist. Diese stellt Stephanie von Hohenzollern dar, die Königin von Portugal, und soll an die „legendäre Mildtätigkeit der Fürstentochter“ erinnern. Auf dem Sockel steht:

„DEM GEDENKEN AN 
 STEPHANIE 
 KÖNIGIN v. PORTUGAL 
PRINZESSIN v. HOHENZOLLERN 
FREUNDIN DER ARMEN“

Nach Marie Sophie von der Pfalz ist Stephanie von Hohenzollern die zweite Düsseldorferin, die Königin von Portugal wurde. In Düsseldorf wird ihr auch noch durch die Stephanienstraße gedacht. Außerdem feiert der traditionsreiche Düsseldorfer St.-Sebastianus-Schützenverein jedes Jahr am 2. Mai den Stephanie-Hohenzollern-Gedenktag. In Lissabon ist ein Krankenhaus nach ihr benannt.